# Ельке Земіш
Ельке Земіш (нім. Elke Sehmisch, 4 травня 1955) — німецька плавчиня.
Учасниця Олімпійських Ігор 1972 року.
Чемпіонка Європи з водних видів спорту 1970 року.